# Rick Say
Richard Say dit Rick Say, né le 18 mai 1979 à Salmon Arm, est un nageur canadien. Il a remporté sept médailles dans les différents championnats du monde et a participé à trois éditions des Jeux olympiques entre 2000 et 2008, atteignant six finales dont deux en individuel.

## Palmarès

### Jeux olympiques
- Jeux olympiques de 2000 à Sydney (Australie) :
  - 7e du 200 m nage libre
  - 15e du 400 m nage libre
  - 13e du relais 4 × 100 m nage libre
  - 7e du relais 4 × 200 m nage libre

- Jeux olympiques de 2004 à Athènes (Grèce) :
  - 6e du 200 m nage libre
  - 5e du relais 4 × 200 m nage libre

- Jeux olympiques de 2008 à Pékin (Chine :
  - 6e du relais 4 × 100 m nage libre
  - 5e du relais 4 × 200 m nage libre

### Championnats du monde

#### En grand bassin
- Championnats du monde 2005 à Montréal (Canada) :
  -  : médaille d'argent au relais 4 × 100 m nage libre
  -  : médaille d'argent au relais 4 × 200 m nage libre

- Championnats du monde 2007 à Melbourne (Australie) :
  -  : médaille de bronze au relais 4 × 200 m nage libre

#### En petit bassin
- Championnats du monde 1999 à Hong Kong
  -  : médaille de bronze au relais 4 × 200 m nage libre

- Championnats du monde 2004 à Indianapolis (États-Unis)
  -  : médaille d'argent au 200 m nage libre
  -  : médaille de bronze au 100 m nage libre
  -  : médaille de bronze au relais 4 × 100 m nage libre

### Championnats pan-pacifiques
- Championnats pan-pacifiques 1999 à Sydney (Australie) :
  -  : médaille de bronze au relais 4 × 200 m nage libre

- Championnats pan-pacifiques 2002 à Yokohama (Japon) :
  -  : médaille de bronze au relais 4 × 100 m nage libre
  -  : médaille de bronze au relais 4 × 200 m nage libre

- Championnats pan-pacifiques 2006 à Victoria (Canada) :
  -  : médaille d'argent au relais 4 × 100 m nage libre

### Jeux panaméricains
- Jeux panaméricains 1999 à Winnipeg (Canada) :
  -  : médaille d'argent au 400 m nage libre
  -  : médaille de bronze au relais 4 × 200 m nage libre

### Jeux du Commonwealth
- Jeux du Commonwealth de 2002 à Manchester (Angleterre) :
  -  : médaille d'argent au relais 4 × 200 m nage libre
  -  : médaille de bronze au relais 4 × 200 m nage libre
  -  : médaille de bronze au relais 4 × 100 m nage libre